# Médio Ogoué
Médio Ogoué (em francês: Moyen-Ogooué) é uma província do Gabão, cuja capital é a cidade de Lambaréné. Sua população projetada para 2006, a partir do último censo realizado em 1993, é de aproximadamente 60.000 habitantes.	

emblema da província do ogooue médio - edição 2017

## Departamentos
Lista dos departamentos da província com as respectivas capitais entre parênteses:
|  | - Abanga-Bigné (Ndjolé) - Ogooué et des Lacs (Lambaréné) |